# Щучье Озеро (посёлок, Пермский край)

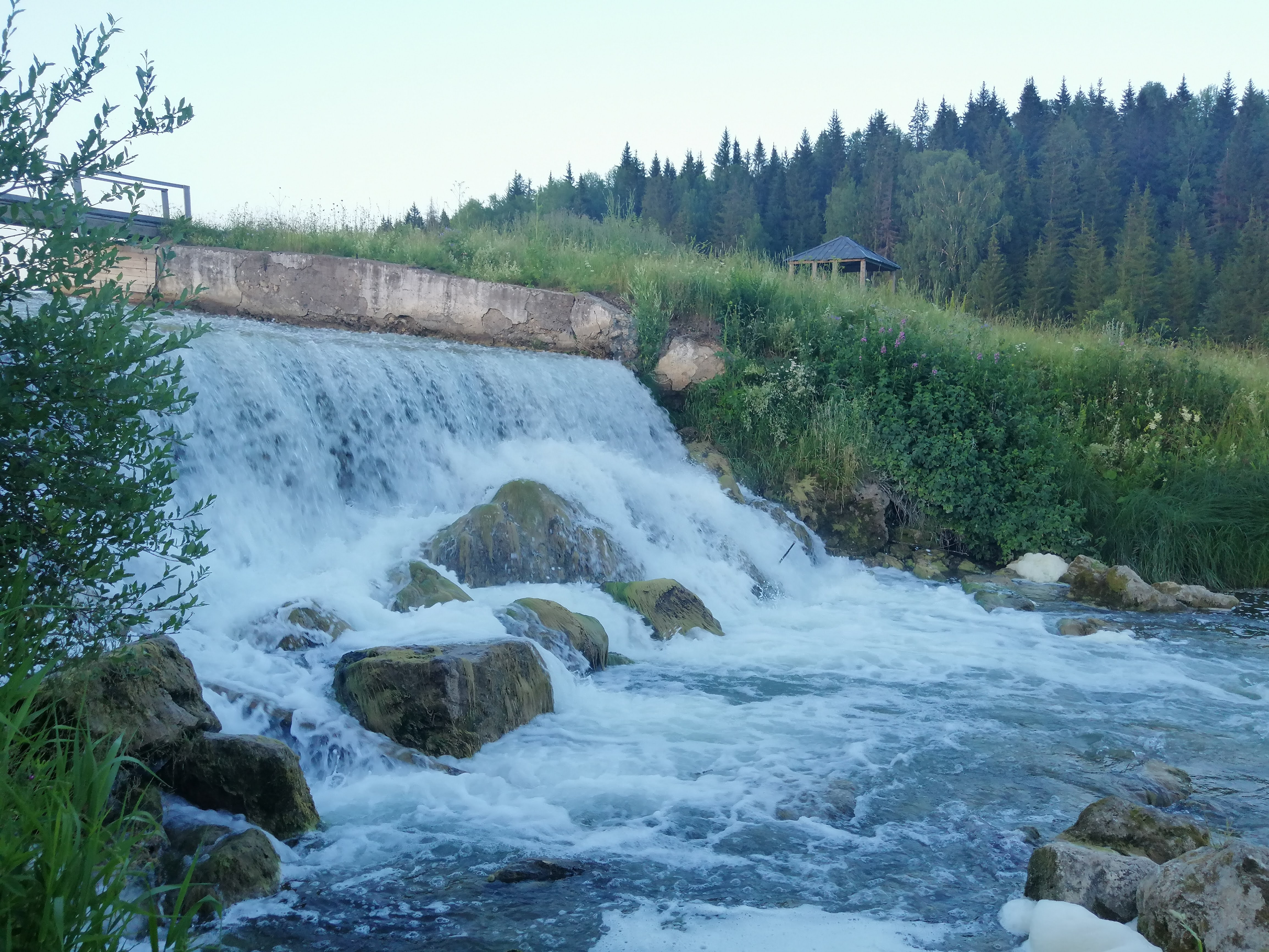
Водопад на реке Атер-ключ, пос. Щучье-Озеро, Октябрьский р-н, Пермский край. 2022 г.

Щучье Озеро — посёлок в Октябрьском районе Пермского края, центр Щучье-Озерского сельского поселения. Население — 1275 чел. (2021).

## Население
| 1970 | 1979  | 1989  | 2002  | 2010  | 2021  |
| ---- | ----- | ----- | ----- | ----- | ----- |
| 4353 | ↘3342 | ↘2944 | ↘2113 | ↘1652 | ↘1275 |

## История

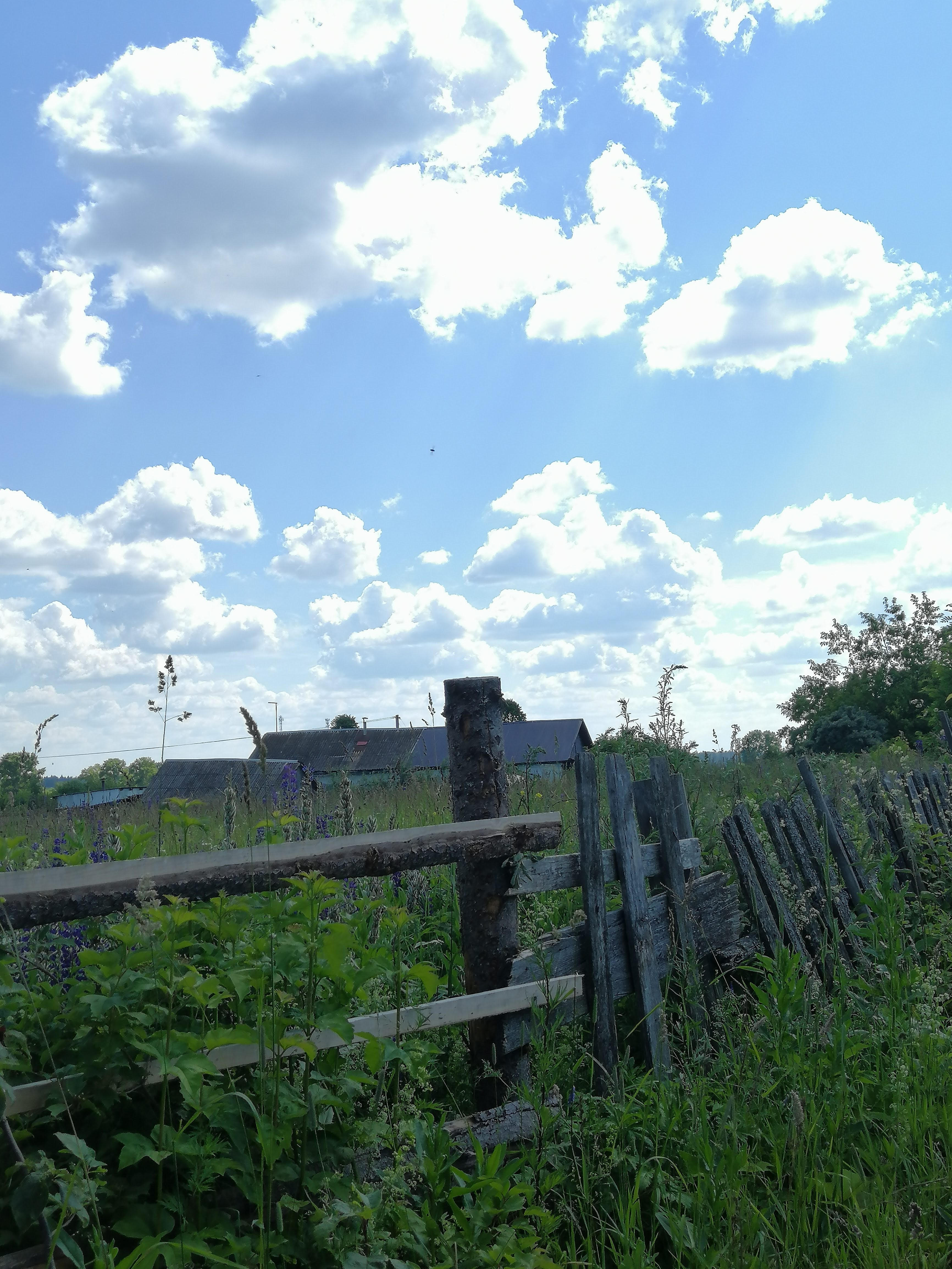
Лето в пос. Щучье-Озеро, Октябрьский р-н, Пермский край, 2022 г.

В 1913 году началось строительство железной дороги от Казани до Екатеринбурга, которая прошла в 2-х километрах от деревни Щучье Озеро. В 1914-1915 гг. началось строительство железнодорожной станции. Сначала была построена казарма, затем вокзал и два дома для железнодорожников по обе стороны вокзала. Частных домов еще не было, кругом стоял лес. Из-за гражданской войны 1918 года строительство железной дороги было приостановлено. Летом 1919 года, после разгрома армии Колчака, строительство железной дороги было возобновлено.

С 1920 года стали появляться частные дома. Первый дом построил стрелочник А.А. Пономарев, второй — стрелочник Д. Компасов. Затем стали строить «Заготзерно», «Учлесхоз». Появились лесные организации: в 1932 году возник лесозавод «Спартак», в 1935 году промартель, алебастровая дробилка и др. Образовалось несколько улиц. Поселок быстро рос. В 1937 году открылась только что построенная школа.

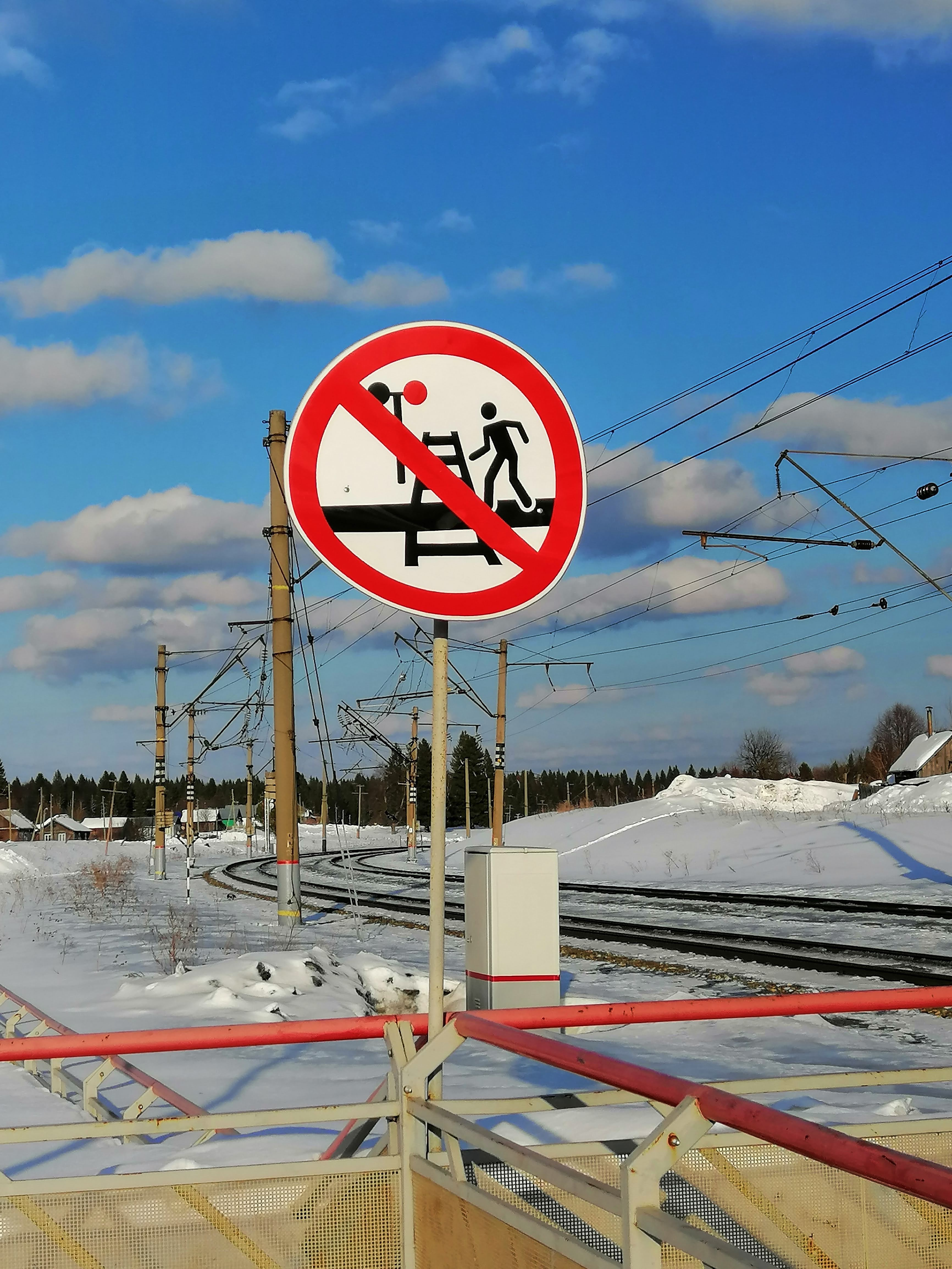
Участок железной дороги, проходящий через пос. Щучье-Озеро. 2021 г.

Какое-то время поселок был районным центром, в его состав входили средняя школа, библиотека, клуб, радиоузел, больница, сельпо, лесхоз и другие предприятия. В 50-х годах со станции Щучье Озеро ежедневно отправляли в разные места нашей родины около тысячи кубометров древесины.

Щучье-Озерский леспромхоз, образованный в 1927 году, был самой большой и богатой организацией в поселке. В начале все работы велись примитивными способами, затем стала поступать техника, постепенно расширился объем производства. В состав леспромхоза входило 5 лесоучастков, расположенных на территории Куединского, Чернушинского и Октябрьского районов. В 1957 году начато строительство нового здания школы, рассчитанного на 400 мест. В это время в школе обучалось около 1000 детей. С началом перестройки (1992 г.) стремительный ритм работы в поселке начал угасать. Начались изменения на предприятиях. 

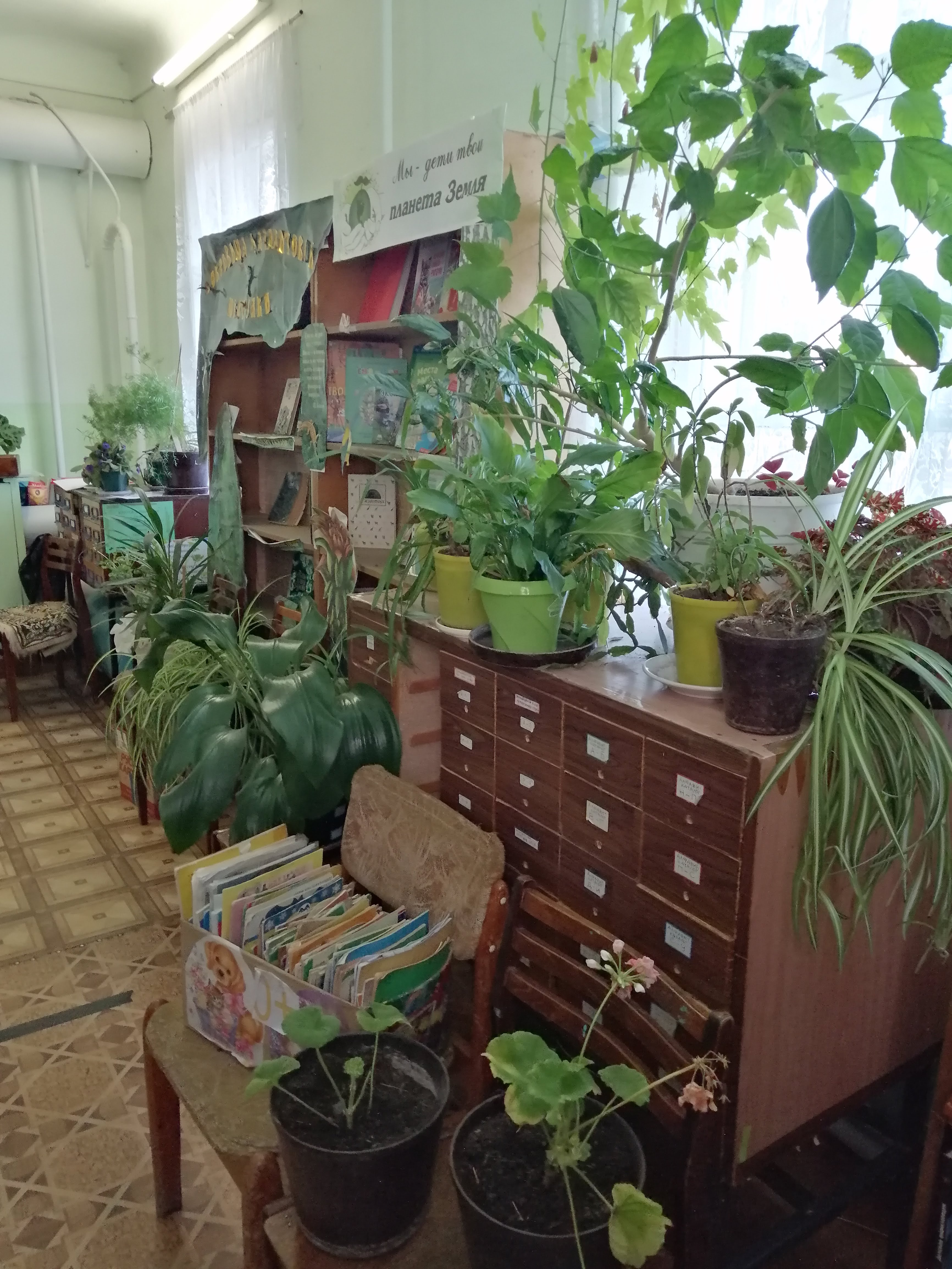
Живой уголок библиотеки пос. Щучье-Озеро, 2020 г.

В 1993 году леспромхоз стал акционерным обществом, и это отразилось на кадрах. Начались сокращения, уменьшился объем производства. В 2001 году акционерное общество открытого типа «Щучье-Озерский леспромхоз» было ликвидировано. Самое большое предприятие закрылось и сотни людей остались без работы.

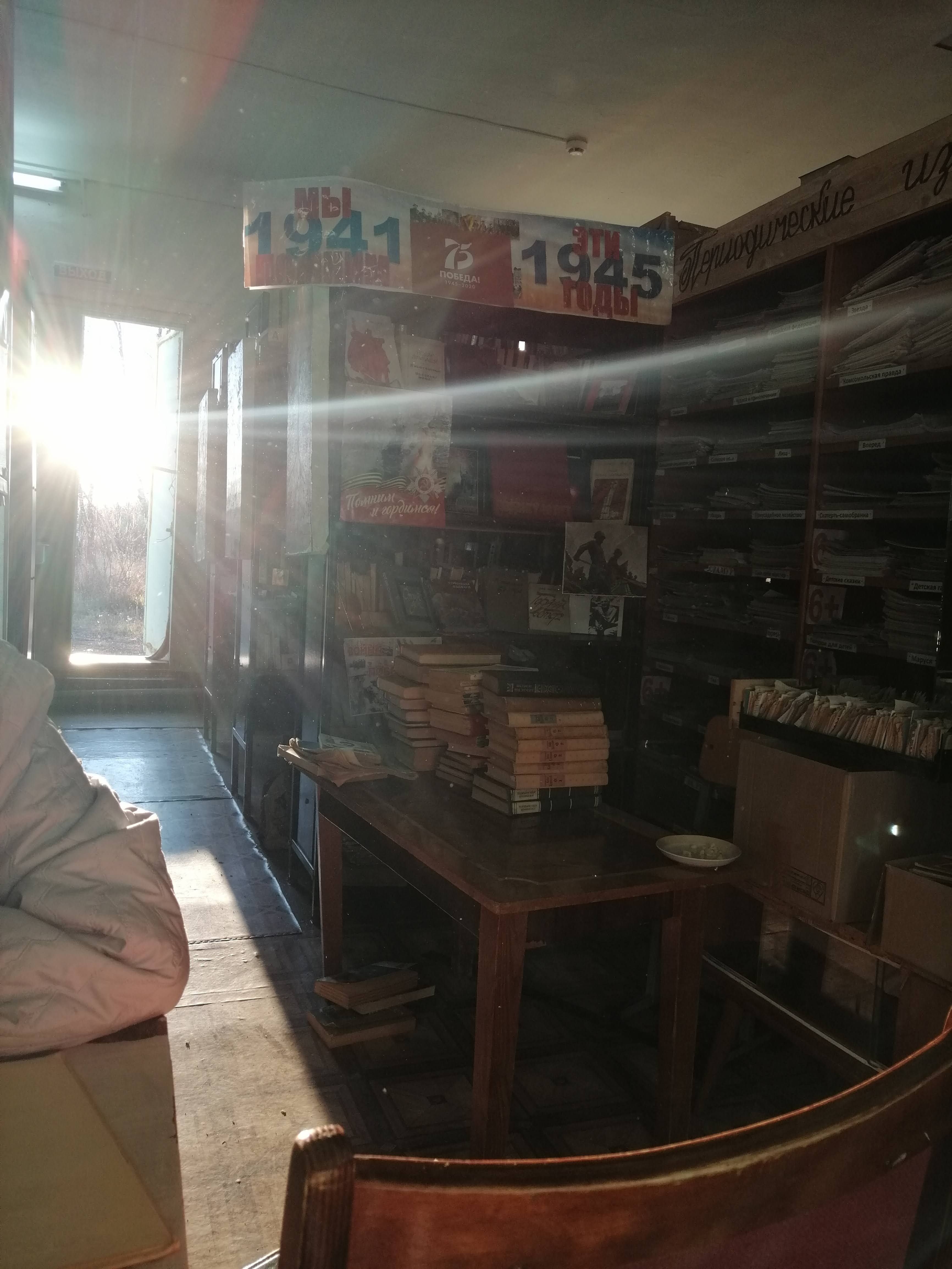
Библиотека пос. Щучье-Озеро, 2020 г.

В поселке Щучье Озеро расположена администрация Щучье-Озерского сельского поселения. В состав поселения входят: деревня Щучье Озеро, село Алмаз, деревня Новопетровка, село Тюинск, деревня Атеро-Ключ, поселок Атерский, деревня Баймурзино, деревня Васильевка, деревня Ильинск, хутор Мельниковский, поселок Щучье Озеро. С 1963 по 1992 годы Щучье Озеро имело статус посёлка городского типа (рабочего посёлка). По данным Большой советской энциклопедии, в посёлке действовал леспромхоз.

Сегодня в Щучьем Озере функционируют Дом культуры, библиотека, Щучье-Озерская СОШ №1, ДОУ «Сказка».

## Транспорт
Одноимённая железнодорожная станция направления Москва — Казань — Екатеринбург. 